# Fuisama
Fuisama is een bestuurslaag in het regentschap Alor van de provincie Oost-Nusa Tenggara, Indonesië. Fuisama telt 235 inwoners (volkstelling 2010).